# 第二次威爾遜內閣

## 內閣
| 官職                                                                          | 姓名                                    | 任期      |
|                                                                               |                                         |           |
| 首相（Prime Minister） 第一財政大臣（First Lord of the Treasury）             | 哈羅德·威爾遜（Harold Wilson）          | 1974–1976 |
|                                                                               |                                         |           |
| 財政大臣（Chancellor of the Exchequer）                                       | 丹尼士·希利（Denis Healey）             | 1974–1976 |
| 大法官（Lord Chancellor）                                                     | 埃爾溫-瓊斯勳爵（The Lord Elwyn-Jones） | 1974–1976 |
| 樞密院議長（Lord President of the Council）                                   | 愛德華·肖特（Edward Short）             | 1974–1976 |
| 掌璽大臣（Lord Privy Seal）                                                   | 謝潑德勳爵（The Lord Shepherd）         | 1974–1976 |
| 外務大臣（Foreign Secretary）                                                 | 詹姆斯·卡拉漢（James Callaghan）        | 1974–1976 |
| 內政大臣（Home Secretary）                                                    | 羅伊·詹金斯（Roy Jenkins）              | 1974–1976 |
| 國防大臣（Secretary of State for Defence）                                    | 羅伊·梅森（Roy Mason）                  | 1974–1976 |
| 教育及科學大臣（Secretary of State for Education and Science）                | 雷金納德·普倫蒂斯                       | 1974–1975 |
|                                                                               | 弗雷德·馬里（Fred Mulley）              | 1975–1976 |
| 就業事務大臣（Secretary of State for Employment）                             | 邁克爾·富特（Michael Foot）             | 1974–1976 |
| 能源大臣（Secretary of State for Energy）                                     | 艾利克·瓦雷（Eric Varley）              | 1974–1975 |
|                                                                               | 東尼·貝恩（Tony Benn）                  | 1975–1976 |
| 環境事務大臣（Secretary of State for the Environment）                        | 安東尼·克羅斯蘭（Anthony Crosland）     | 1974–1976 |
| 社會服務大臣（Secretary of State for Social Services）                        | 芭芭拉·卡素爾（Barbara Castle）         | 1974–1976 |
| 工業大臣（Secretary of State for Industry）                                   | 東尼·貝恩                               | 1974–1975 |
|                                                                               | 艾利克·瓦雷                             | 1975–1976 |
| 海外發展部長（Minister for Overseas Development）                             | 雷金納·普倫蒂斯（Reginald Prentice）    | 1975–1976 |
| 價格及消費者權益大臣（Secretary of State for Prices and Consumer Protection） | 雪麗·威廉斯                             | 1974–1976 |
| 貿易大臣（Secretary of State for Trade）                                      | 彼得·索爾（Peter Shore）                | 1974–1976 |
| 蘇格蘭事務大臣（Secretary of State for Scotland）                             | 威廉·羅絲（William Ross）               | 1974–1976 |
| 威爾斯事務大臣（Secretary of State for Wales）                                | 約翰·莫里斯（John Morris）              | 1974–1976 |
| 北愛爾蘭事務大臣（Secretary of State for Northern Ireland）                   | 梅林·里斯                               | 1974–1976 |
| 蘭開斯特公爵領地事務大臣（Chancellor of the Duchy of Lancaster）              | 哈羅德·利威爾（Harold Lever）           | 1974–1976 |
| 農業、魚業及食品部長（Minister of Agriculture, Fisheries and Food）           | 弗雷德·皮爾特（Fred Peart）             | 1974–1976 |
| 地方政府及規劃部長（Minister for Local Government and Planning）              | 約翰·蕭健                               | 1974–1976 |
| 黨鞭長（Chief Whip）                                                          | 羅伯特·梅利什（Robert Mellish）         | 1974–1976 |